# Geometria della distanza
La geometria della distanza è lo studio di insiemi di significato geometrico
che si basa esclusivamente su valori assegnati alle distanze tra coppie di punti.
La geometria della distanza ha immediata rilevanza nelle applicazioni
nelle quali i valori delle distanze sono assegnati o devono essere determinati; questo accade, per esempio, nelle
misurazioni che si effettuano in geodesia, in cartografia e in fisica.
Di particolare utilità e importanza sono le classificazioni
effettuate servendosi dei determinanti di Cayley-Menger:
- Un insieme Λ costituito almeno da tre elementi distinti è detto

rettilineo se
per ogni terna {A, B, C} di elementi di Λ si ha
{\displaystyle \det {\begin{bmatrix}0&d(AB)^{2}&d(AC)^{2}&1\\d(AB)^{2}&0&d(BC)^{2}&1\\d(AC)^{2}&d(BC)^{2}&0&1\\1&1&1&0\end{bmatrix}}=0} .
- Un insieme Π costituito almeno da quattro elementi distinti è detto

piano se
per ogni quattro suoi elementi A, B, C e D accade che
{\displaystyle \det {\begin{bmatrix}0&d(AB)^{2}&d(AC)^{2}&d(AD)^{2}&1\\d(AB)^{2}&0&d(BC)^{2}&d(BD)^{2}&1\\d(AC)^{2}&d(BC)^{2}&0&d(CD)^{2}&1\\d(AD)^{2}&d(BD)^{2}&d(CD)^{2}&0&1\\1&1&1&1&0\end{bmatrix}}=0} ,
ma se non tutte le terne di elementi di Π formano insiemi rettilinei.
- Un insieme Φ costituito almeno da cinque elementi distinti è detto

piatto se
per ogni cinque suoi elementi A, B, C, D e E si ha
{\displaystyle \det {\begin{bmatrix}0&d(AB)^{2}&d(AC)^{2}&d(AD)^{2}&d(AE)^{2}&1\\d(AB)^{2}&0&d(BC)^{2}&d(BD)^{2}&d(BE)^{2}&1\\d(AC)^{2}&d(BC)^{2}&0&d(CD)^{2}&d(CE)^{2}&1\\d(AD)^{2}&d(BD)^{2}&d(CD)^{2}&0&d(DE)^{2}&1\\d(AE)^{2}&d(BE)^{2}&d(CE)^{2}&d(DE)^{2}&0&1\\1&1&1&1&1&0\end{bmatrix}}=0,}
ma non tutte le quaterne di elementi di Φ costituiscono insiemi piani ad ogni altro.
Analoghe definizioni si possono dare per multiple più estese di punti.